# Традиція приготування сушки з фруктів у селах Охтирщини
Традиція приготування сушки з фруктів у селах Охтирщини — елемент нематеріальної культурної спадщини України, носії якого мешкають в Охтирському районі Сумськой області. До Національного переліку елементів ця традиція приготування сушки з фруктів була додано у 2023 році. Сушіння фруктів у селах Охтирщини відбувається у спеціальних пристроях — сушнях. Сухофрукти, приготовані на сушні, мають довший термін зберігання та ніжний копчений аромат, не псується шкідниками. Виготовлення та використання сушки — невіддільний складник традиційного життєустрою громад Охтирщини.

## Історія
Наказом МКІП від 26.12.2023 № 768 Традиція приготування сушки з фруктів у селах Охтирщини було внесено до списку нематеріальної культурної спадщини України під охоронним номером 086, у категоріях: Знання та практики, що стосуються природи і Всесвіту; Традиційні ремесла; Традиційна кухня; Народні промисли.
Узвар з сухофруктів згадується в стародавніх українських літописах і монастирських рукописах, його готували із сухих груш, вишень, слив, ягід. Через формування української кухні в умовах помірного клімату, продукти потрібно було зберігати. Для фруктів та ягід, які швидко псуються, було використовувано сушіння, що дозволило зберігання тривалий час, а також сушені фрукти мають значно меншу масу ніж свіжі, займають значно менший обсяг.
Технологія висушування фруктів та ягід в кожному регіон була своя. В селах Охтирщини сушіння фруктів традиційно відбувається у спеціальних власноручно зроблених спорудах, які нагадують піч, названих сушнями. Ці сушні розташовують просто неба на дворі садиби.
До сіл, які практикують цей старовинний спосіб сушіння, належать населені пункти
- Комишанської територіальної громади (Мала Павлівка, Качанівка, Щоми, Сіврюки, Неплатине, Кударі, Закаблуки, Бурячиха);
- Грунської територіальної громади (села Рибальське, Бандури, Бідани, Івахи, Шаповалівка, Рубани, Гнилиця, Куземин, Грунь (частково), В’язове, Шабалтаєво; Молодецьке (Нестерівщина)
- Чупахівської громади (села Лантратівка, Олешня, Новопостроєне)[7].

Переважна кількість мешканців вже декілька поколінь використовують цю технологію для сушки фруктів.

## Опис
Розвитку способу сушіння фруктів на Охтирщині сприяли природні умови, зокрема, традиційний розвиток садівництва та наявність ліщини в в підліску листяних і мішаних лісів. Саме гілки ліщини використовуються у сушні.

### Сушня
Сушня, на якій готують сухофрукти — це вулична грубка, яка має велику лежанку без верху, в якій посередині встановлено решітку з ліщинових гілок та є окремий від печі ходом для диму. Верх сушні закривається дошками. Для вогнища використовують тільки фруктові дрова (яблуні, груші, вишні, слива, абрикос), бо інші види дерева псують сушку смолянистим запахом. У грубці слід підтримувати стан жевріння, тому після розгоряння тонких дров із фруктових дерев, додається «чурбак» — велике поліно з фруктового дерева. За вогнем постійно спостерігають, що була необхідна помірна температура для сушіння і невелика концентрація диму, адже за сильного вогню решітка може загорітися та фрукти засмажаться; але через слабкий вогонь шматочки фруктів не будуть сушитися, а перетворяться на пюре.

### Технологія сушіння
Технологія сушіння фруктів на сушні має декілька послідовних етапів.
На підготовчому етапі збирають фрукти і ягоди (яблука, груші, вишні, сливи). Кращими сортами яблук для сушіння є ті, що мають високий вміст сухих речовин і кисло-солодкий смак, переважно літніх та осінніх сортів; груші придатні з щільною цукристою м'якоттю та великим вмістом сухих речовин; кращими для сушіння є великі сливи з соковитим м'ясистим м'якушем і дрібними кісточками. Фрукти миють та дають воді стекти. Яблука ріжуть на «кришеники» (дольками або кружальцями товщиною 1-1,5 см), сливи, вишні, терен, груші сушать цілими.
Підготовані фрукти закладають на решітку сушні не надто товстим шаром, так, щоб кожен кришеник міг просочитися димом. Для утримання постійної температури для сушки сушню зверху накривають дошками, на які кладуть щільну тканину, ватяну ковдру або мішковину, складену в кілька шарів. В середньому на решітку сушні може вміститися 7-10 відер порізаних яблук.
Один раз на добу сушню відкривають, перемішують фрукти, якщо є готові фрукти, їх відбирають, а на пусті місця досипають фрукти. Зазвичай яблука та груші висихають за 3-4 доби. Процес підсипання у сушню нових фруктів може тривати місяць. Висушену сушку збирають, пакують для зберігання. Сухофрукти, приготовані на сушні, відрізняються від сушки на сонці або іншим способом, бо вона має довший термін зберігання, не псується шкідниками, має специфічні смакові властивості, а саме ніжний копчений аромат з нотками сухого фруктового дерева.

## Використання
Соціально-культурне значення традиції приготування сухофруктів на Охтирщині полягає у тому, що використання сушки невіддільний складник традиційного життєустрою громад: фрукти і ягоди, висушені на сушні, активно використовують у традиційній кухні Охтирщини. В місцевих родинах з неї готують узвари, додають у борщ, солодкі каші, салати та м'ясні страви (особливо сливу та грушу), для начинок пирогів (груші та гнічені сливи), для приготування алкогольних напоїв (коньяк). Сушка, заготовлена на сушні, використовується також для продажу та у масштабних масових заходах, що відбуваються на рівні громад.